# Reichsstraße 385
Die Reichsstraße 385 (R 385) war bis 1945 eine Staatsstraße des Deutschen Reichs. Sie verlief zunächst im 1939 aus annektierten Gebieten Polens gebildeten, der Provinz Ostpreußen angegliederten Regierungsbezirk Zichenau von dem Dorf Góra  an der damaligen Reichsstraße 123 (heute an der Droga krajowa 10) auf der heute von der DW 567 gebildeten Trasse nach Südwesten über die von 1941 bis 1945 als Schröttersburg bezeichnete Stadt Płock, wo sie die Weichsel überquerte und im Wesentlichen auf der Trasse der heutigen Droga krajowa 60 über Gostynin (nach der Annexion in Waldrode, zeitweise auch in Gasten umbenannt) auf der Trasse der heutigen DW 581 nach Krośniewice (von 1943 bis 1945 Kroßwitz) führte, wo sie an der damaligen Reichsstraße 114 endete.
Ihre Gesamtlänge betrug rund 83 Kilometer.